# Première circonscription d'Angacha
La première circonscription d'Angacho est une des 121 circonscriptions législatives de l'État fédéré des nations, nationalités et peuples du Sud, elle se situe dans la Zone Kembata Alaba et Tembaro. Son représentant actuel est Shamebo Fitamo Ayebo.